# Żurawieniec (Podwierzbie)
Żurawieniec – część wsi Podwierzbie w Polsce, położona w województwie mazowieckim, w powiecie sierpeckim, w gminie Sierpc.
W 1880 Żurawieniec należał do folwarku Strachacz.
W latach 1975–1998 Żurawiec należał administracyjnie do województwa płockiego.